# شبح‌بیدان آفریقایی
شبح‌بیدان آفریقایی (نام علمی: Prototheoridae) نام یک تیره از راسته پروانه‌سانان است.